# Данішменд Газі
Данішменд Газі, Данішменд Ахмед Газі, Данішменд Тайлу, Ібн Тайлу Данішменд Ахмед Газі або Данішменд Ібн Алі Тайлу ет Туркман (тур. Danişmend Gazi, Danişmend Ahmed Gazi, Danişmend Taylu, İbt Taylu Danişmend Ahmet Gazi ya da Danişmend İbn-i Ali Taylu et Türkmanî)..
Ібн аль-Асір, один з найнадійніших істориків середньовіччя, стверджував, що справжнє ім'я Данішменда — Тейлуоглу, він викладав туркменам, і з часом він піднявся до влади
Стверджується, що він народився як син Мизраба і що його справжнє ім'я Ахмед і що він дружив з онуком Баттала Газі, султаном Турасаном. Він також брав уроки релігійних наук та був вченим.
Засновник династії Данішмендидів, однієї з перших туркменських князівств, створеної в Анатолії. Він був вченим і полководцем. У деяких джерелах його син, Гюмюштегін Ахмет Газі, вважається засновником бейлика. .
Після Битви біля Манцикерту, сельджуцький правитель Алп-Арслан описував Кайсері, Заманти, Сівас, Девелу, Токат, Ніксар і Амасью, які намагався завоювати Данішменд Газі та його союзники. Є згадки, що його час від часу називали «Данішменд Бей» або «Емір Данішменд».

## Життя

### Початок султанства
Згідно з «Кешфюль-Акаба» Ібн аль-Кемаля, Данішменд Ахмед Газі був мудрою людиною, яка приїхала з Ісфагану до Анатолії. Данішменд Алі Тайлу мав можливість стати близьким до сім'ї сельджуків і був наставником членів династії. Він мав дуже ранню історію. Вона дала і встановила спорідненість з династією сельджуків; Конійський султанат вважається предком тюркського принца Куталмиша, яка в 11 ст. була під юриспруденцією імперії Сельджуків.

### Командування сельджуками
Данішменд Газі був мудрою людиною, яка керувала своїм султанатом. У 1071 році сельджуцький правитель Алп-Арслан був одним з командирів, який відіграв важливу роль у перемозі в битві біля Манцикерту. Після війни Алп-Арслану було доручено завоювання та управління містами Сівас, Токат, Ніксар і Малатья.
Крім того, під час падіння Султана Турасана, а також під час завоювання Стамбула, Данішменд Газі здійснив подорож до Чанкири, Кастамону, Гереде, а потім завоював басейн Ешилірмак, Янконія (Сір), Сісія (Геменек), Докія (Токат)), Каркарія (Зіле), Харсаносія (Ніксар).
В перських джерелах стверджується, що після перемоги над Малазгіртом Кайсері, Токат, Сівас, Амасья і Ніксар були виділені Данішменду Газі, і він оселився там, завоювавши цей край.

### Заснування Князівства Данішмендлі
Данішменд Алі Газі заклав основи князівства Данішменд в Амасьї в 1072 році, а також захопив місто Сівас в 1074 році.
Він залишався в Князівстві Данішмандлі до своєї смерті в 1084 році.
Помер під час походу в Ніксарі, де й був похований.

## Поховання
Поховання Данішменда Ахмеда Газі в Ніксарі називають «Мелік Газі» («Melik Gazi»). Назва пов'язана з тим, що всім емірам Данішмендлі було присвоєно звання Мелік Газі.

## Данішменд Газі та хрестові походи
Після смерті Данішменда Ахмеда Газі, його син Гюмюштегін Газі став правителем князівства. Гюмюштегін був відомий своєю боротьбою проти хрестоносців у хрестових походах, що почалися в 1096 році. Деякі джерела називають Гюмюштегіна «Данішменд бей». Саме через це деякі історики вважали Данішменда Газі та Гюмуштегіна однією і тією самою історичною персоналією.

## «Сага про Данішменда Газі» («Danişmend Gazi Destanı»)
Роль, яку відіграли Данішменд Газі та його син Газі-молодший в завоюванні Анатолії турками, стала легендою.
Інша назва «Саги про Данішменда Газі» — «Данішменднаме» («Dânişmendnâme»). Це турецький епос, написаний в 13 столітті, в якому розповідається про боротьбу і героїзм турків під час завоювання Анатолії.